# Club Deportivo Numancia de Soria
Il Club Deportivo Numancia de Soria, noto semplicemente come Numancia, è una società calcistica spagnola con sede nella città di Soria, nella comunità autonoma di Castiglia e León. Gioca le partite casalinghe al Nuevo Estadio Los Pajaritos. Milita nella Segunda Federación, il quarto livello del campionato spagnolo di calcio.

## Storia
Il club fu fondato nel 1945 con il nome di Club Deportivo Numancia de Soria, in omaggio alla città celtibera di Numanzia, sul cui sito fu fondata Soria. Trascorse larga parte della propria storia nella terza serie, l'allora Tercera División (oggi Segunda División B).
Senza dubbio la stagione più importante nella storia della società soriana è la 1995-1996, nel corso della quale ottenne importanti successi sia in Coppa del Re sia in campionato. Destò un'enorme sorpresa, infatti, il fatto che una squadra della terza serie fosse capace di eliminare nella coppa nazionale ben tre squadre di Primera División; contro i rossoblù caddero infatti Racing Santander, Sporting Gijón e Real Sociedad. Il Numancia dovette arrendersi soltanto nei quarti di finale contro il Barcellona, riuscendo persino a passare in vantaggio nella partita di ritorno con un momentaneo 0-1.
Le soddisfazioni nel corso di quella stagione, però non si limitarono, ai successi ottenuti in coppa. Infatti la squadra, sotto la guida tecnica di Antonio López, ottenne per la prima volta la promozione in Segunda División. La stagione successiva, 1997-1998, vide il Numancia salvarsi con sofferenza, ma l'anno successivo il club disputò un campionato di vertice, ottenendo la sua prima promozione in Primera.
Dopo due stagioni nella massima serie, la squadra retrocesse al termine della stagione 2000-2001, per poi ottenere una nuova promozione nel 2003-2004 e retrocedere nuovamente in seconda serie la stagione successiva. Analoghe furono le annate 2007-2008 e 2008-2009, conclusesi rispettivamente con la promozione in Primera e la retrocessione in Segunda. Persa la finale dei play-off contro il Real Valladolid nel 2017-2018, nel 2019-2020 la squadra retrocesse in Segunda División B.

## Strutture

### Stadio
Originariamente la squadra disputava le partite casalinghe nello stadio "Los Pajaritos" per poi trasferirsi nel nuovo impianto, il Nuevo Estadio Los Pajaritos terminato nel 1999 e con 9.500 posti.

## Allenatori
- José Antonio Saro (1989–90)
- Jesús Tartilán (1991)
- Manuel García Calderón (1992–93)
- Miguel Ángel Lotina (1993–96)
- Paco Herrera (1998)
- Miguel Ángel Lotina (1998–99)
- Andoni Goikoetxea (1999–00)
- Paco Herrera (2000)
- Mariano García Remón (2000–01)
- Celestino Vallejo (2001)
- Luis Sánchez Duque (2001–02)
- Manuel Sarabia (2002)
- Máximo Hernández (2002–03)
- Quique Hernández (2003–04)
- Francisco (2004–05)
- Máximo Hernández (2004–05)
- Enrique Martín (2005)
- Andoni Goikoetxea (2005–07)
- Gonzalo Arconada (2007–08)
- Sergio Krešić (2008–09)
- Pacheta (2009)
- Gonzalo Arconada (2009–10)
- Juan Carlos Unzué (2010–11)
- Pablo Machín (2011–13)
- Juan Antonio Anquela (2013–15)
- Jagoba Arrasate (2015–)

## Palmarès

### Competizioni nazionali
- Segunda División: 1

2007-2008
- Tercera División: 1

1988-1989
- Segunda Federación: 1

2021-2022 (gruppo 3)

### Altri piazzamenti
- Segunda División:

Terzo posto: 1998-1999, 2003-2004
- Segunda División B:

Secondo posto: 1994-1995 (gruppo II), 1996-1997 (gruppo I)
Terzo posto: 1993-1994 (gruppo II)
- Segunda Federación:

Secondo posto: 2024-2025 (gruppo 1)

## Statistiche
Dalla stagione 1946-1947 alla 2019-2020 il club ha ottenuto le seguenti partecipazioni ai campionati nazionali:
| Livello | Categoria                             | Partecipazioni | Debutto   | Ultima stagione | Totale |
| ------- | ------------------------------------- | -------------- | --------- | --------------- | ------ |
| 1º      | Primera División                      | 4              | 1999-2000 | 2008-2009       | 4      |
| 2º      | Segunda División                      | 21             | 1949-1950 | 2019-2020       | 21     |
| 3º      | Tercera División / Segunda División B | 30             | 1946-1947 | 1996-1997       | 30     |
| 4º      | Tercera División/ División Regional   | 17             | 1970-1971 | 1988-1989       | 17     |
| 5º      | División Regional                     | 2              | 1971-1972 | 1977-1978       | 2      |

### Statistiche individuali
Di seguito alcuni recordi individuali relativi ai calciatori del Club Deportivo Numancia de Soria: 
| Record di presenze - 431 Octavio Viñals (1991-2004) - 308 Txomin Nagore (1999-2013) - 298 Javier del Pino (2005-2013) - 265 Laureano Echevarría (1990-1998) - 264 Julio Álvarez (2006-2018) - 226 José María Güembe (1990-1996) - 215 Pinki (1989-1995) - 208 César Palacios (2005-2010) - 187 Juan Carlos Moreno (2003-2010) - 184 Marc Mateu (2015-2020) | Record di reti - 57 Julio Álvarez (2006-2018) - 52 Pinki (1989-1995) - 50 Octavio Viñals (1991-2004) - 49 Javier del Pino (2005-2013) - 46 Jorge Barbarin (1994-1999) - 33 José Barkero (2008-2011) - 32 Juan Carlos Moreno (2003-2010) - 31 Alberto Artigas (1995-1999) - 29 Laurențiu Roșu (2000-2004) - 27 Natalio Lorenzo (2011-2016) |

## Organico

### Rosa 2023-2024
Aggiornata al 15 dicembre 2023
| N. |                    | Ruolo | Calciatore         |
| -- | ------------------ | ----- | ------------------ |
| 1  | Russia (bandiera)  | P     | Petr Kudakovskiy   |
| 2  | Spagna (bandiera)  | D     | José Antonio Soler |
| 3  | Spagna (bandiera)  | C     | Javi Bonilla       |
| 4  | Spagna (bandiera)  | D     | Javier Vicario     |
| 5  | Spagna (bandiera)  | D     | Óscar de Frutos    |
| 6  | Senegal (bandiera) | C     | Moustapha          |
| 7  | Spagna (bandiera)  | C     | Rubén Sanchidrián  |
| 8  | Spagna (bandiera)  | C     | Alain Ribeiro      |
| 9  | Romania (bandiera) | A     | Andrei Lupu        |
| 10 | Spagna (bandiera)  | C     | Carlos González    |
| 11 | Spagna (bandiera)  | C     | Jesús Tamayo       |

| N. |                               | Ruolo | Calciatore           |
| -- | ----------------------------- | ----- | -------------------- |
| 13 | Spagna (bandiera)             | P     | Francisco Dorronsoro |
| 14 | Spagna (bandiera)             | C     | David Sanz           |
| 15 | Spagna (bandiera)             | D     | Iñigo Zubiri         |
| 16 | Guinea Equatoriale (bandiera) | A     | Noé Ela              |
| 17 | Spagna (bandiera)             | A     | Primo                |
| 18 | Spagna (bandiera)             | D     | David Alfonso        |
| 19 | Senegal (bandiera)            | C     | Pape Maly Diamanka   |
| 20 | Spagna (bandiera)             | D     | Diego Royo           |
| 22 | Spagna (bandiera)             | D     | Asier Grande         |
| 24 | Spagna (bandiera)             | C     | Óscar García         |